# 芳基正離子
芳基正離子（英語：或）是一種有機化合物，在親電芳香取代反應中活躍的中間体。
芳基正离子可以通过碳硼烷超酸将其质子化分离出来，其质子化苯盐晶体的热稳定温度高于150 °C。此外，甲苯、二甲苯、三甲苯和六甲苯的盐也是已知的。